# ГЕС-ГАЕС Пуже
ГЕС-ГАЕС Пуже (фр. Le Pouget) — гідроелектростанція на південному сході Франції.
Із Севенн (південно-східна частина Центрального масиву) в загальному напрямку на захід тече річка Тарн, права притока Гаронни. Північніше паралельно їй пролягає сточище Аверону, правої притоки самого Тарну. У їхньому межиріччі створена ціла система водосховищ і водозаборів, яка забезпечує роботу потужної ГЕС Пуже:

Діаграма сполучення річок, водосховищ, дамб, трубопроводів, насосних станцій та електростанцій.

- водосховище Пон-де-Салар об'ємом 20,6 млн м3 на лівій притоці Аверону річці Вйор, яке утримує аркова гребля висотою 34 метри та довжиною 243 метри. Накопичена вода подається у південному напрямку до водосховища Баже;

- водосховище Баже об'ємом 4,4 млн м3 на лівій притоці Вйору — Баже, яке утримує аркова гребля висотою 27 метрів та довжиною 165 метрів. Накопичена вода подається у південному напрямку до водосховища Парелуп, при цьому для подолання різниці у висоті працює насосна станція Баже потужністю 16 МВт;

- водозабір на потічку Гурд (фр. Ruisseau-de-la-Gourde) (права притока Вйолу, що впадає в неї нижче від греблі Парелуп), з якого вода потрапляє до тунелю Баже — Парелуп;

- водосховище Парелуп об'ємом 169 млн м3 на іншій лівій притоці Вйору — Вйолу, яке утримує аркова гребля висотою 43 метри та довжиною 230 метрів. Накопичена вода подається у південному напрямку до водосховища Вільфранш-де-Пана, при цьому на даному етапі для використання напору у 80 метрів працює невеличка ГЕС д'Альранс потужністю 11 МВт;

- водозабір на річці Сеор (ще одна, вже третя у схемі, ліва притока Вйору), з якого вода потрапляє до тунелю Парелуп — Вільфранш-де-Пана;

- водосховище Вільфранш-де-Пана об'ємом 10,9 млн м3 на річці Альранс (права притока самого Тарну), яке утримує гравітаційна гребля заввишки 17 метрів та завдовжки 332 метри. Окрім безпосереднього стоку, до цього водосховища також надходить вода з бічного водозбірного тунелю, який транспортує воду зі сходу з річок Ruisseau-de-Vernobre та Ruisseau-de-Coudols (зливаються та впадають праворуч до Тарну), а також їхніх приток Ruissau-de-Coupiaguet та Ruisseau-de-Vabrettes. Накопичена у Вільфранш-де-Пана вода подається у південному напрямку до водосховища Сент-Аманс;

- водозабір на струмку Ruisseau-de-Pouganies (ліва притока Альранс, що впадає в неї нижче від греблі Вільфранш-де-Пана), з якого вода потрапляє до тунелю Вільфранш-де-Пана — Сент-Аманс;

- водосховище Сент-Аманс об'ємом 0,8 млн м3 на іншій правій притоці Тарну Сент-Аманс (фр. Ruisseau-de-Saint-Amans), яке утримує гравітаційна гребля заввишки 26 метрів та завдовжки 125 метрів. Накопичена вода подається у південному напрямку до машинного залу ГЕС, розташованого в долині Тарну, при цьому забезпечується напір у 461 метр.

Загальна довжина тунелів описаної дериваційної системи, введеної в експлуатацію у 1951—1952 роках, складає 45 км.
Машинний зал, розташований на одному майданчику з русловою ГЕС Truel, обладнано трьома турбінами типу Пелтон потужністю по 40 МВт та однією типу Френсіс потужністю 275 МВт. Крім того, встановлено оборотний гідроагрегат потужністю 35 МВт, який може працювати в режимі гідроакумуляції, перекачуючи воду до водосховища Сент-Аманс із водосховища Йордан (працює на наступну руслову ГЕС на Тарні, розташовану нижче від станції Truel) при підйомі 450 метрів. Зазначене обладнання забезпечує річний виробіток на рівні 345 млн кВт-год.